# Шонвил Маломон
Шонвил Маломон (фр. Chonville-Malaumont) насеље је и општина у североисточној Француској у региону Лорена, у департману Меза која припада префектури Комерси.
По подацима из 2011. године у општини је живело 170 становника, а густина насељености је износила 9,04 становника/km². Општина се простире на површини од 18,8 km². Налази се на средњој надморској висини од 303 метара (максималној 374 m, а минималној 239 m).

## Демографија
| 1962. | 1968. | 1975. | 1982. | 1990. | 1999. | 2011. |
| ----- | ----- | ----- | ----- | ----- | ----- | ----- |
| 161   | 214   | 172   | 171   | 178   | 157   | 170   |

График промене броја становника у току последњих година